# 우루후루즈
우루후루즈(ウルフルズ, ulfuls)는 일본의 록 밴드이다. 1988년에 결성하여 1992년에 데뷔했다.

## 구성원
- 토타스 마츠모토(トータス松本) - 보컬, 기타

1966년 12월 28일생, 효고현 니시와키시 출신, 혈액형 A형
- 우루후루 켄스케(ウルフルケイスケ) - 보컬, 기타

1965년 5월 23일생, 오사카부 다카쓰키시 출신, 혈액형 A형
- 죤 B 쵸파(ジョン B チョッパー) - 베이스, 코러스

1967년 11월 4일생, 오사카부 오사카사야마시 출신, 혈액형 AB형
- 산콘Jr.(サンコンJr.) - 드럼, 코러스

1970년 9월 13일생, 오사카부 이바라키시 출신, 혈액형 O형

## 개요
데뷔 15주년인 2007년 1월 1일에 워너뮤직 재팬으로 이적했다. 2009년 7월에는 홈페이지를 통해 8월 공연을 끝으로 활동 휴지를 발표했다.

## 음반 목록

### 정규 앨범
1. 爆發オンパレード (1992년 6월 17일)
2. すっとばす (1994년 8월 31일)
3. バンザイ (1996년 1월 24일)
4. Let's Go (1997년 3월 26일)
5. サンキュー・フォー・ザ・ミュージック (1998년 6월 17일)
6. トロフィー (1999년 12월 8일)
7. ウルフルズ (2002년 3월 27일)
8. ええねん (2003년 12월 10일)
9. 9 (2005년 2월 23일)
10. YOU (2006년 3월 8일)
11. KEEP ON, MOVE ON (2007년 12월 12일)

### 베스트 앨범
1. Stupid&Honest (1999년 4월 21일)
2. ベストだぜ!! (2001년 4월 28일)
3. ベストやねん (2007년 2월 21일)

### 비디오 DVD
1. 우루후루V (1995년 1월 26일)
2. 우루후루V中 (1995년 12월 16일)
3. LIVE IN JAPAN (1996년 3월 13일)
4. 愛ゆえに嗚呼 愛ゆえに爆發!! (1997년 4월 21일)
5. ウルフルズがやってくる얏사!얏사!얏사! (1998년 1월 18일)
6. 明日があるさ (1999년 1월 20일)
7. ウルフルズがやってくる얏사!얏사!얏사!2 (1999년 11월 10일)
8. 쓰 쓰 우라우라(2002년 3월 18일)
9. ええねん OSAKANグラフィティ(2004년 7월 14일)
10. 우루후루즈 at 무도관(2005년 4월 16일)
11. 우루후루V3(2005년 7월 14일)
12. 우루후루VVV(2007년 1월 25일)
13. 希望、無謀 at BUDOKAN(2008년 8월 27일)
14. ウルフルズがやって来る!ヤッサ09FINAL!!(2009년 11월 11일)